# Afoula
Afoula (en hébreu : עפולה) est une ville du district nord d'Israël, parfois connue en tant que capitale de la vallée de Jezreel. Fondée en 1925, elle n'a été déclarée ville qu'en 1972. En 2004, elle compte une population de 38 900 habitants, dont 99,4 % d'origine juive. La ville a été prise pour cible par les roquettes du type "khaibar 1" du Hezbollah libanais pendant la guerre entre Israël et ce dernier.

## Histoire

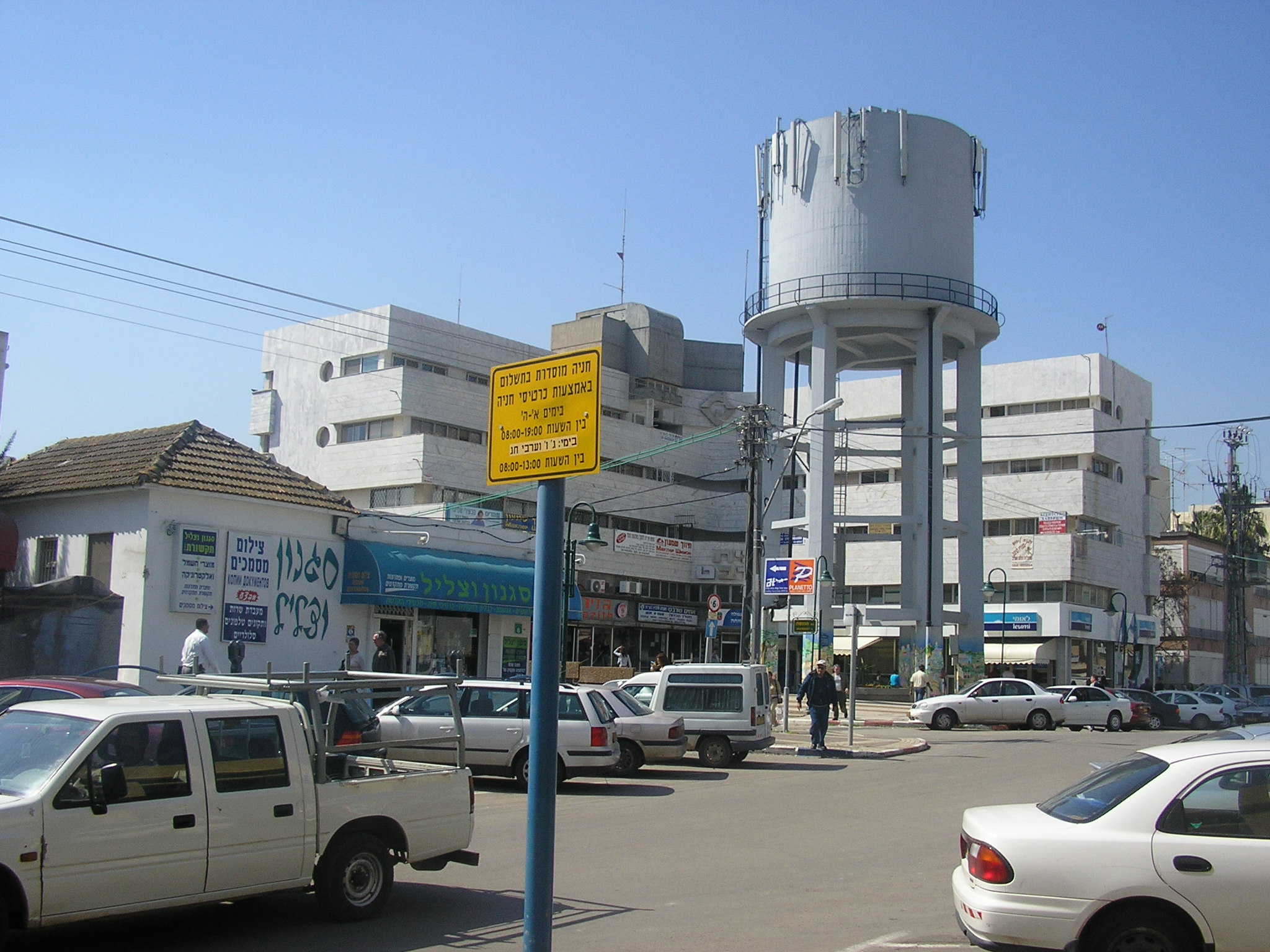
Château d'eau historique en centre-ville.

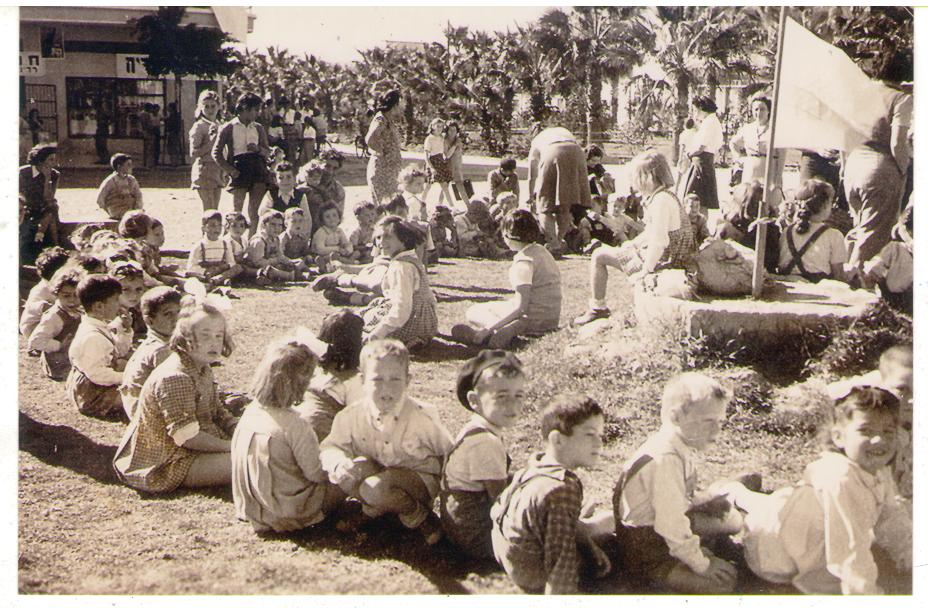
Classe d'école à Afoula en 1947.

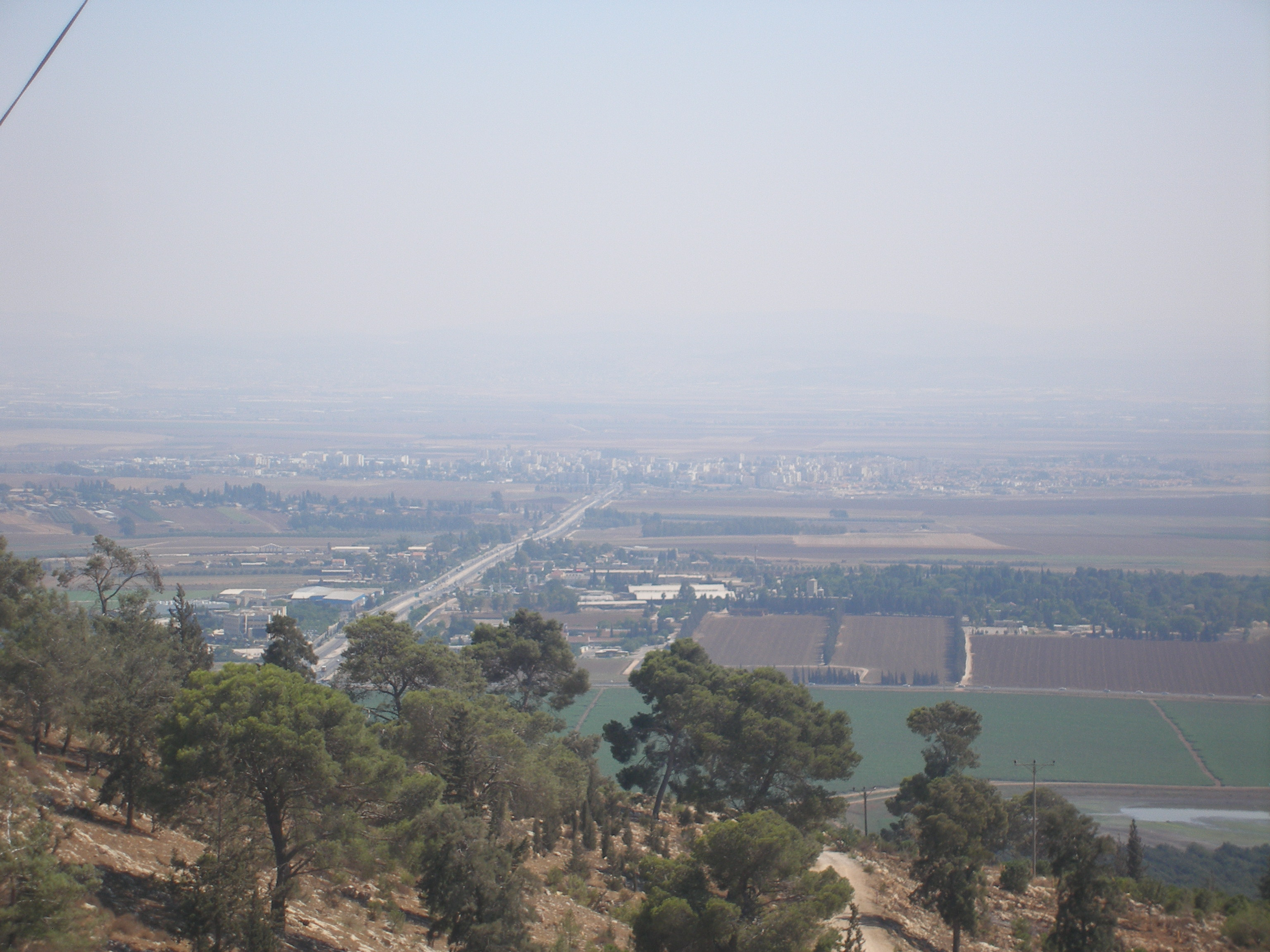
Afoula en 2008.

Situé dans la vallée de Jezréel, Afoula est à peu près à mi-chemin entre Jénine et à Nazareth. Il est peut-être mentionné dans les livres des Rois (2 Rois 5, 24) dans les récits sur Elisée, disciple d'Elie, qui vivait dans le voisinage. Le mot hébreu "Ophel" est peut-être aussi un nom commun signifiant simplement : "lieu élevé, fortifié, colline" et qui a pu servir à nommer des endroits différents.
Au XIIe siècle, Saladin a fondé un village arabe appelé al-peul sur le site. En 1226, le géographe syrien al-Yaqut Hamawi le mentionne comme étant « une ville de Jund Filastin », et anciennement un château croisé entre Zir'in et Nazareth. En 1799, lors de la campagne syrienne de Napoléon, la bataille du Mont-Thabor se situe dans les environs.
En 1909, Yehoshua Hankin a fait son premier achat important dans la vallée de Jezréel. Il a acheté environ 10 000 dunums (10 km2) de terre à Al-Fuleh (maintenant Afula), qui est devenu la maison de Merhavia et Tel Adashim. Cet achat a également marqué le début d'âpres disputes entre Juifs et Arabes sur les droits des fermiers qui avaient été expulsés, et en ce qui concerne l'emploi des gardiens juifs ou arabes pour la terre.
La communauté moderne d'Afula a été fondée en 1925 par le Congrès juif mondial, après la conclusion de l'achat dans la vallée. Un quart des centaines de familles arabes qui vivaient dans la région ont accepté une indemnisation pour leurs terres. Les autres ont été expulsés. À l'époque, la région était desservie par le chemin de fer de la vallée de Jezréel, qui a été abandonné pendant la guerre d'Indépendance puis partiellement rouvert en 2016 par les Chemins de fer israéliens sur la ligne de Haïfa à Beït Shéan.

## Démographie
Selon les données provisoires du Bureau central israélien des statistiques (CBS), en 2009, la ville avait une population totale de 40 500. En 2001, la composition ethnique de la ville était de 99,4 % juifs et autres non-Arabes, sans population arabe importante bien qu'il y avait 262 immigrants. Il y avait 18 500 hommes et 19 900 femmes. La population de la ville est de 34,3 % de 19 ans ou moins, 15,8 % entre 20 et 29 ans, 17,5 % entre 30 et 44 ans, 16,9 % de 45 à 59 ans, 4,0 % de 60 à 64, et 11,5 % 65 ans ou plus. Le taux de croissance de la population en 2001 était de 0,9 %.

## Économie
Selon les chiffres de la CSB pour 2000, on comptait 13 762 salariés et 887 travailleurs indépendants à Afula. Le salaire mensuel moyen pour un travailleur salarié était de 4 723 ILS. Les salariés avaient un salaire mensuel moyen de 5 913 ILS par rapport à 3 541 ILS pour les femmes. Le revenu moyen des travailleurs indépendants était de 6 477 ILS. 962 personnes ont reçu des prestations de chômage et 3 938 ont reçu une garantie de revenu.
Afoula possède une zone industrielle située au nord de la route 65, et a été lancé par le conseil régional de la vallée de Jezréel. Un locataire important est l'usine Tadiran, un fabricant de climatiseurs.

## Jumelages
- Ingelheim-Am-Rhein (Allemagne)
- New Haven, Connecticut (États-Unis)
- Osnabrück (Allemagne)
- Fresno (États-Unis)
- Belfort (France)